# Florian Krampe
Florian Krampe, född 1980, är en tysk/svensk statsvetare och internationell relationsforskare vid Stockholm International Peace Research Institute (SIPRI). Han är mest känd för sitt arbete med klimatrelaterade säkerhetsrisker, miljöfredsbyggande och styrning av naturresurser efter väpnad konflikt. Han är även anknuten forskare vid Forskarskolan för internationellt vattensamarbete vid institutionen för freds- och konfliktforskning vid Uppsala universitet.

## Karriär
Krampe doktorerade vid Uppsala universitet år 2016. Sedan 2017 arbetar han inom programmet för klimatförändringar och risk vid Stockholm International Peace Research Institute (SIPRI). Han har varit gästforskare vid Pufendorfinstitutet för avancerade studier, Lunds universitet. och studentstipendiat (student fellow) vid Fredsforskningsinstituttet i Oslo (PRIO).
Sedan 2016 är Krampe anknuten forskare (Affiliated Researcher) vid Forskarskolan för internationellt vattensamarbete vid Institutionen för freds‑ och konfliktforskning vid Uppsala universitet. Krampe har publicerat i International Affairs, World Development, Global Environmental Politics, Environmental Politics, Political Geography, Environment and Security, Ambio, Earth System Dynamics and The Lancet Global Health.
Krampes expertis inom klimatsäkerhet och miljöfredsbyggande har legat till grund för arbetet hos mellanstatliga organisationer och politiska aktörer. Han har samarbetat med bland andra FN:s miljöprogram (UN Environment), Afrikanska unionen, FN:s livsmedels- och jordbruksorganisation (FAO), samt det tyska utrikesministeriet (Auswärtiges Amt), det svenska Utrikesdepartementet och det norska Utrikesdepartementet.
Krampes forskning har uppmärksammats av stora globala nyhetsmedier, inklusive *New York Times*, *Washington Post*, *Deutsche Welle*, *Foreign Policy*, *Agence France‑Presse*, *Hindustan Times*, The Asahi Shimbun, och *CNBC Africa*.
Krampe är en ofta anlitad talare i frågor som rör klimatsäkerhet, miljöfredsbyggande och säkerhet. Han har hållit huvudanföranden och föreläsningar vid internationella forum, politiska institutioner och akademiska mötesplatser. Hans talaruppdrag har inkluderat Förenta Nationerna (FN), partskonferenser (COP), Europaparlamentet och framstående konferenser som Digital–Life–Design (DLD) och Asia-Pacific Programme for Senior Military Officers (APPSMO) vid RSIS i Singapore.